# غيل الحالكة (غيل باوزير)

'

تعديل مصدري - تعديل

غيل الحالكة هي إحدى قرى عزلة غيل باوزير بمديرية غيل باوزير التابعة لمحافظة حضرموت، بلغ تعداد سكانها 299 نسمة حسب تعداد اليمن لعام 2004.